# Coniglio condizionato
Coniglio condizionato (Hare Conditioned) è un film del 1945 diretto da Chuck Jones. È un cortometraggio d'animazione della serie Looney Tunes, uscito negli Stati Uniti l'11 agosto 1945.

## Trama
Bugs Bunny vive nella vetrina di un grande magazzino, mettendosi in mostra per pubblicizzare l'attrezzatura da campeggio. All'orario di chiusura, il direttore del negozio lo informa che verrà trasferito in un altro reparto. Quando Bugs si rende conto che si tratta del reparto di tassidermia e che verrà impagliato, fugge via. Il direttore lo insegue quindi nel reparto gioielli e lo mette con le spalle al muro brandendo un fucile, ma Bugs riesce a distrarlo dicendogli che parla come un personaggio della radio e gli getta via il fucile. I due arrivano poi nel reparto delle calzature da donna, e Bugs distrae nuovamente il direttore travestendosi da donna per poi fuggire quando viene scoperto.
I due continuano a inseguirsi attraverso diversi reparti da cui escono indossando abiti ad essi associati, quindi l'inseguimento continua su ascensori e scale dove Bugs imbroglia più volte il direttore finché entrambi arrivano sul tetto dell'edificio. Qui Bugs spinge il direttore giù per la tromba di un ascensore in riparazione, ma l'uomo (seppur provato dalla caduta) torna subito indietro pronto a strangolare Bugs. Il coniglio però gli fa credere che dietro di lui ci sia un mostro, proprio come in un buon libro che ha appena letto. Quando il direttore guarda dietro di sé, Bugs balza in posizione facendo una faccia orribile, così l'uomo spaventato salta giù dall'edificio con un urlo. Bugs lo guarda scuotendo la testa, ma quando tira fuori uno specchio e si guarda facendo la stessa espressione, si spaventa da solo e si butta dall'edificio urlando.

## Distribuzione

### Edizione italiana
Il corto arrivò in Italia direttamente in televisione nel 1996. Il doppiaggio fu realizzato dalla Angriservices Edizioni sotto la direzione di Renzo Stacchi. Non essendo stata registrata una colonna internazionale, fu sostituita la musica presente durante i dialoghi.

### Edizioni home video

#### VHS
America del Nord
- Starring Bugs Bunny! (1988)
- Bugs Bunny: Hollywood Legend (1990)

#### Laserdisc
- Bugs Bunny Classics (1990)
- The Golden Age of Looney Tunes Vol. 4 (14 luglio 1993)

#### DVD
Il corto fu pubblicato in DVD-Video in America del Nord nel primo disco della raccolta Looney Tunes Golden Collection: Volume 2 (intitolato Bugs Bunny Masterpieces) distribuita il 2 novembre 2004; il DVD fu pubblicato in Italia il 16 marzo 2005 nella collana Looney Tunes Collection, col titolo Bugs Bunny: Volume 2. Fu poi incluso nel primo disco della raccolta DVD Looney Tunes Spotlight Collection Volume 8, uscita in America del Nord il 13 maggio 2014.